# Schloss Berg bei Rohrbach

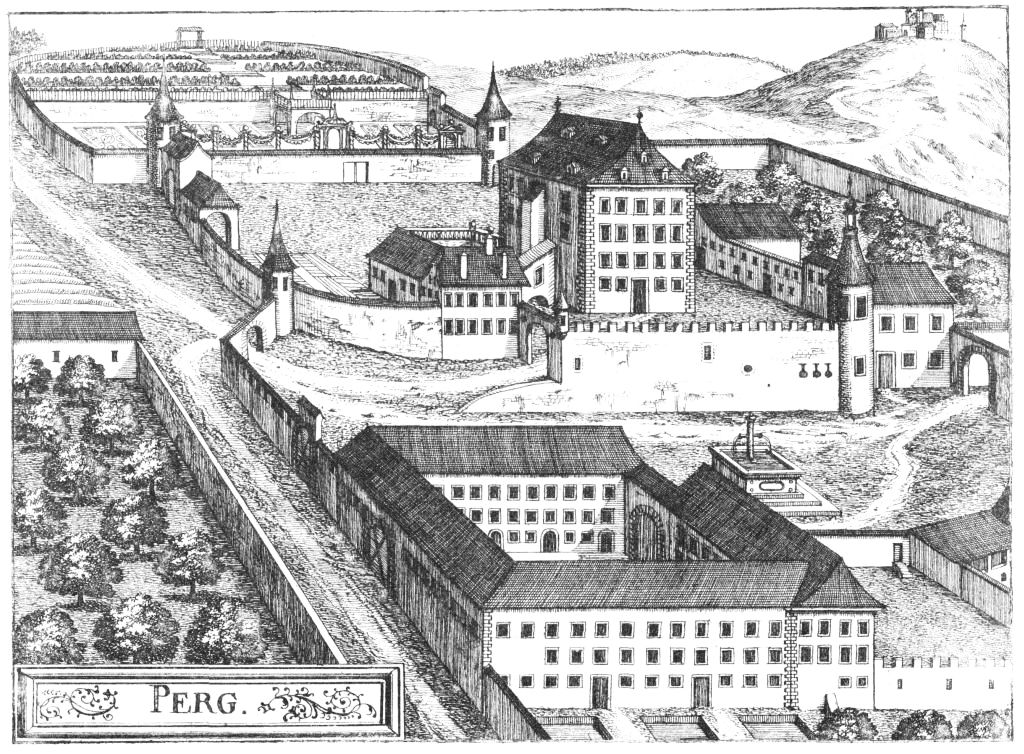
Schloss Berg bei Rohrbach nach einem Stich von Georg Matthäus Vischer von 1674

Das Schloss Berg liegt in Rohrbach-Berg in Oberösterreich (Berggasse 24).

## Geschichte
Die Burg Berg war der Stammsitz der Perger, ein passauisches Ministerialengeschlecht. 1231 wird ein Henricus de monte als Zeuge in einer Urkunde genannt. 1388 wird das gesezz auf dem Perg erwähnt. Die Perger blieben bis 1424 im Besitz der Burg. Eine Erbstreitigkeit zur Zeit des Herzogs Albrecht V. mit dem Georg Ruestorfer führte zu einer Lehensteilung; der Halblehensherr Georg Ruestorfer wird von Wolfgang Perger 1439 erschlagen und die Perger bekamen das Lehen wieder zugesprochen. 1534 hinterließ Christoph Perger, der letzte im Mannesstamm, den Besitz zu gleichen Teilen seinen beiden Töchtern. Die ältere, Magdalena, heiratete 1520 den Pfleger des Schlosses Weidenholz Erasmus von Rödern. Die jüngere Tochter Rosina heiratete Hans Lasberger. Die Burg Berg hatte beträchtliche Ausmaße; auf dem Bergkopf liegend, war sie durch zwei steil abfallende Schluchten geschützt. Reste der Mauerumgürtung sind noch vorhanden. Das links der Kirche liegende Mesnerhäuschen ist um einen früheren Turm der Burg herumgebaut; der Turm wurde aber bis zur heutigen Dachkante abgetragen. Die Rückseite des Hauses wird von der alten Ringmauer gebildet.
Erasmus von Rödern begann mit dem Neubau eines Schlosses am Fuße des Burgberges, wozu er Großteils das Baumaterial der alten Burg verwenden ließ. Hans von Rödern († 1636) ließ das Schloss 1621 vergrößern. 1626 wurde während des oberösterreichischen Bauernaufstandes das Schloss eingenommen und geplündert. In den Jahren des Dreißigjährigen Krieges gelobte Graf Theodorich von Rödern der Gottesmutter Maria eine Kirche zu bauen, wenn er und die seinen von den Schweden verschont blieben. In Erfüllung dieses Gelübdes entstand 1655 die Wallfahrtskirche Maria Trost. Nach dem Tod des Grafen Bernhard von Rödern († 1743) fiel der Besitz zuerst an seine Witwe; 1751 folgte Fürst Johann von Lamberg. Nach einem langen Prozess kam Schloss Berg 1753 an die Grafen von Stomm und die Freiherren von Trenk. 1767 waren die Grafen Stomm dann die Alleinbesitzer der Herrschaft Berg. Ab 1820 war das Schloss nicht mehr bewohnt und verfiel.
1825 wurde das bereits heruntergekommene Schloss aus dem Stommschen Besitz an Karl Mittermayr verkauft. Auch dieser kümmerte sich nicht weiter um das Schloss, sondern betrieb einen bäuerlichen Gutshof. Weitere Besitzer waren Ignaz Jundwirt (1870), Ludwig Prähofer (1913) und dann Karl Grims.

## Schloss Berg 1674 und heute
Auf dem Stich von Georg Matthäus Vischer von 1674 war Schloss Berg eine ausgedehnte Anlage am Fuße des Maria-Trost Berges. Das viergeschoßige Hauptgebäude war von einem Walmdach bedeckt, die teils zinnenbekrönte Mauer war mit mehreren Rundtürmen verstärkt. Oberhalb des Schlosses ist eine ebenfalls von einer Mauer begrenzter Gartenanlage zu erkennen. In das Schlossareal ist auch ein mächtiger Meierhof einbezogen. Zwischen Schloss und Meierhof ist eine Brunnenanlage zu erkennen. Auf dem Stich ist rechts oben die alte Burg zu sehen; heute liegt hier die Wallfahrtskirche Maria Trost.
Von Schloss Berg blieben der Wirtschaftshof, ein Teil des Herrenhauses und ein Rundturm der Umfassungsmauer erhalten. Dieser 1963 wieder instand gesetzte Turm mit Torbogen bildete den Flankenschutz der hier aufeinander stoßenden Umfassungsmauern. Heute ist auch noch ein Teil eines hakenförmigen Gebäudekomplexes des ehemaligen Schlosses Berg zu sehen.

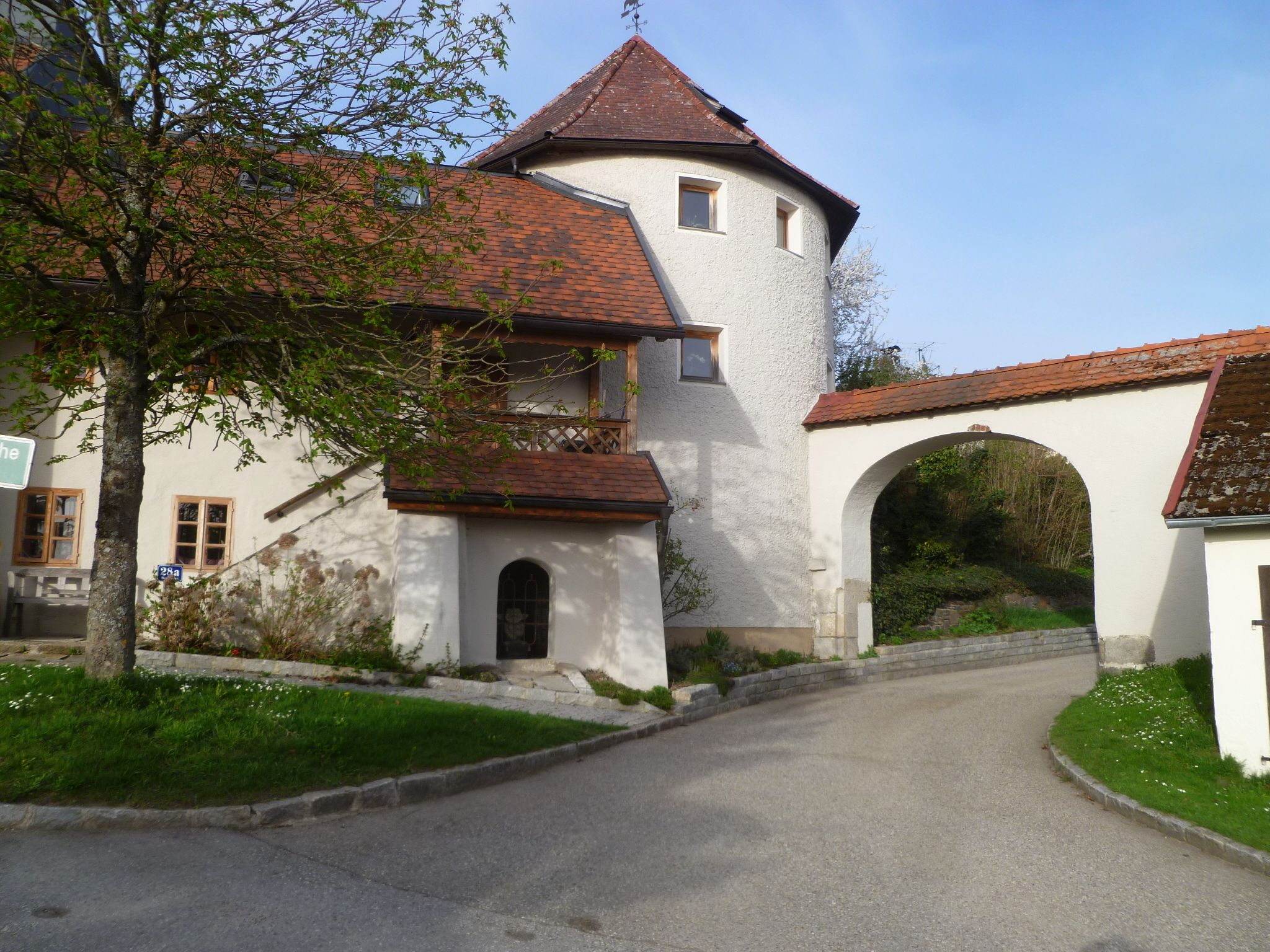
Rundturm von Schloss Berg
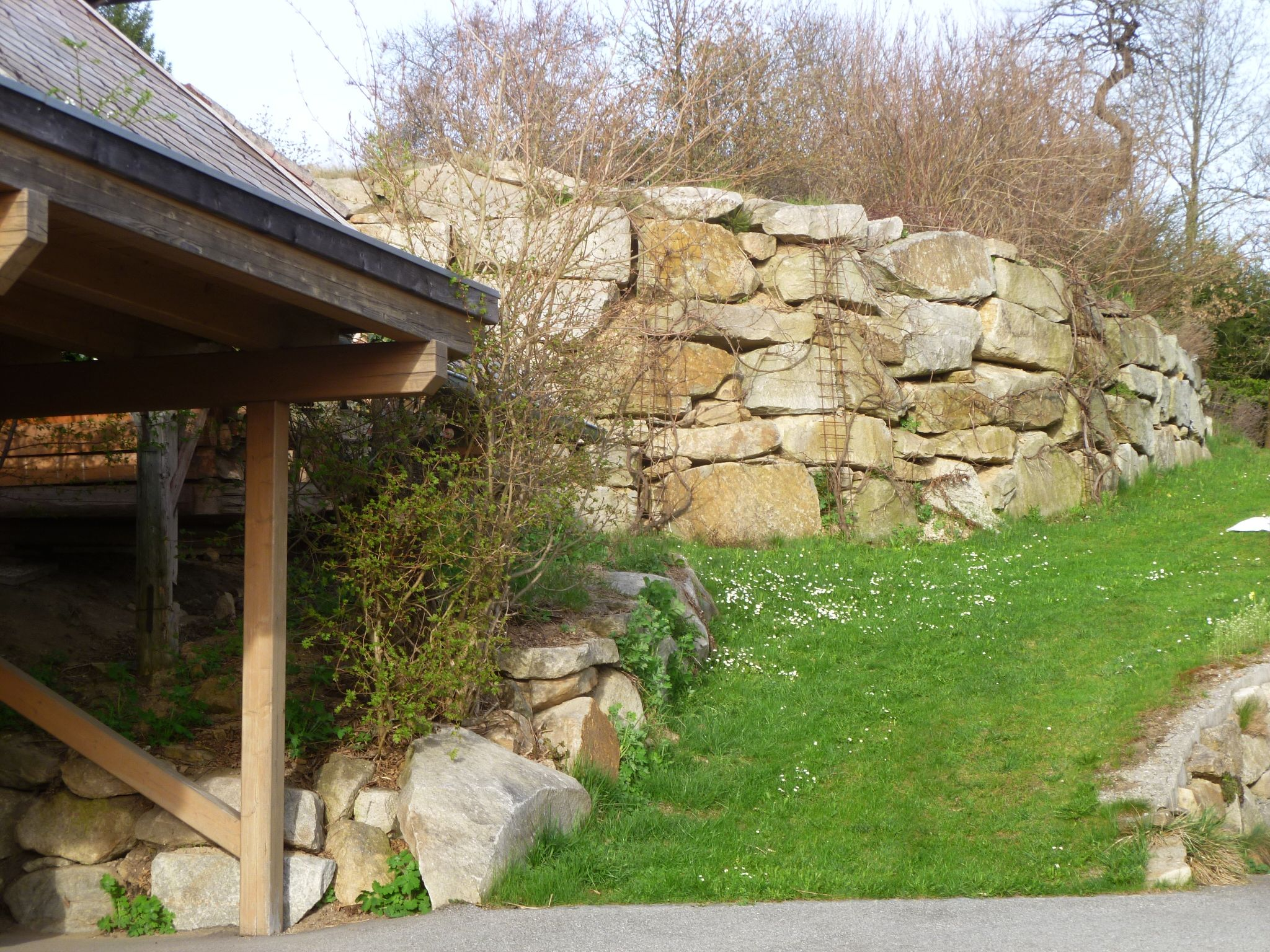
Mauerrest von Schloss Berg
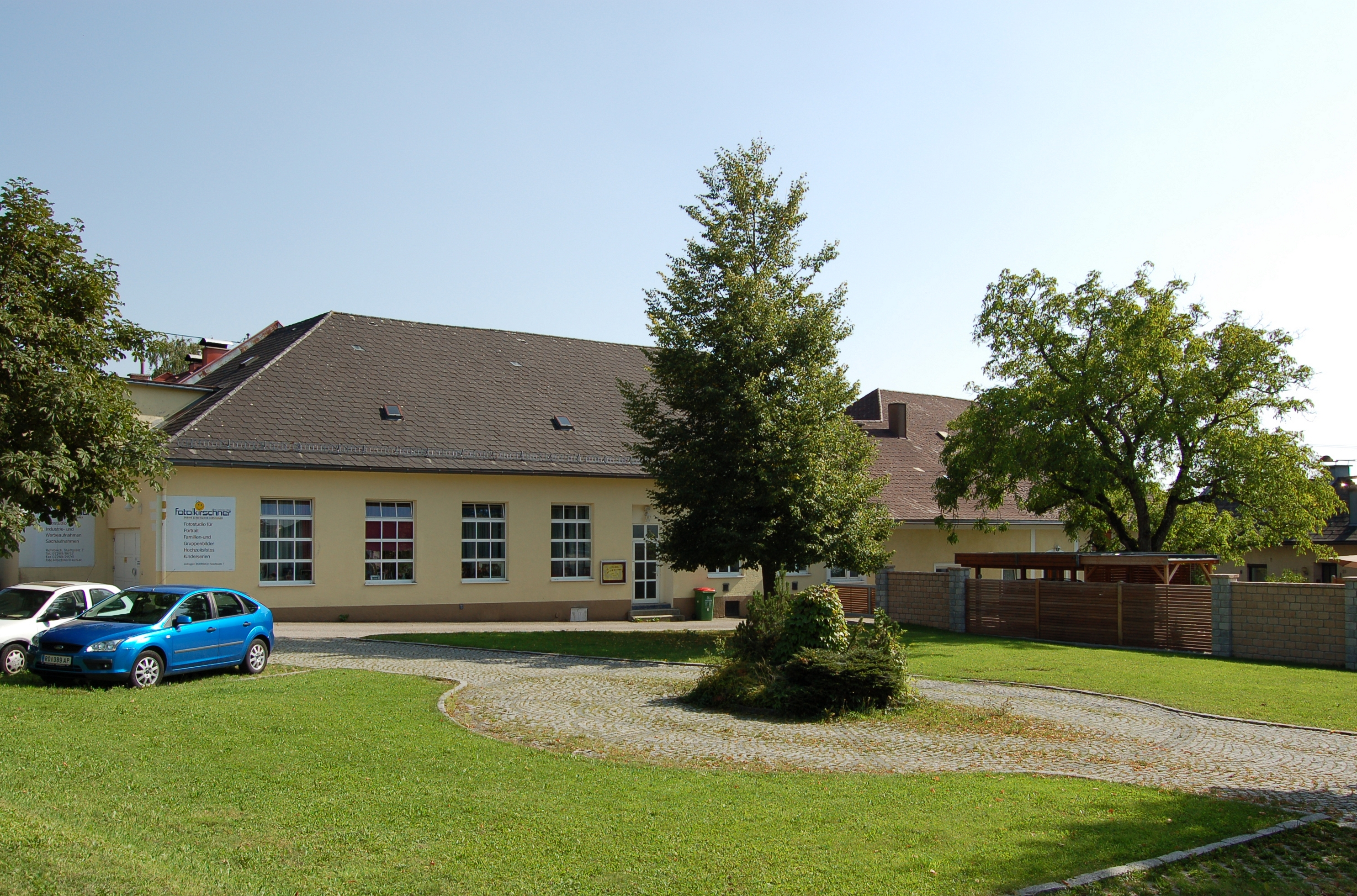
Rest von Schloss Berg